# Brolo
Brolo ist eine Gemeinde in der Metropolitanstadt Messina in der Region Sizilien in Italien mit 5748 Einwohnern (Stand 31. Dezember 2023).

## Lage und Daten
Brolo liegt 79 km westlich von Messina an der Küste des Tyrrhenischen Meers. Die Einwohner arbeiten hauptsächlich in der Landwirtschaft (Zitrusfrüchte, Getreide und Wein), dem Schiffbau und der Leichtmetallindustrie. 
Die Ortsteile sind Piana, Iannello, Lacco, Sellica, Malpertuso, Lago, Filanda, S. Anna, Parrazzà und Casette. Die Nachbargemeinden sind Ficarra, Naso, Piraino und Sant’Angelo di Brolo.

## Geschichte
Um die mittelalterliche Burg der Familie Lancia entwickelte sich die Stadt. Hier wuchs wahrscheinlich auch Bianca Lancia auf, die langjährige Geliebte und zuletzt Ehefrau des Stauferkaisers Friedrich II. Die von einer Ringmauer umgebene Burg liegt am Rand des Ortes auf einer Anhöhe mit Blick aufs Meer. Der zentrale Wohnturm geht auf die Zeit der Normannischen Eroberung Süditaliens im 11. Jahrhundert zurück und diente der Abwehr von Piraten. Unter der Regierung von Biancas Sohn, König Manfred von Sizilien, von 1258 bis 1266 dürfte das Schloss eines der Zentren höfischen Lebens auf der Insel gewesen sein. Bis zur Abschaffung des Feudalismus 1812 blieb die Burg im Besitz der Lancia und kam dann an die Adelsfamilie Germanà, die ihn noch besitzt. Das Castello di Brolo ist heute ein Museum für Küstenbefestigungen und eine populäre Touristenattraktion. 
Bis in das 17. Jahrhundert war Brolo ein bedeutender Hafen. In den Jahren 1593 und 1682 wurde die Gemeinde von Sturzbächen und dem mitgeschleppten Schwemmgut verschüttet.

## Sehenswürdigkeiten
- Castello di Brolo (Schloss Lancia), mittelalterlicher Wohnturm und Ringmauer sind erhalten, die innere Bebauung teilweise neuzeitlich
- Pfarrkirche Maria SS. Annunziata aus dem Jahre 1764

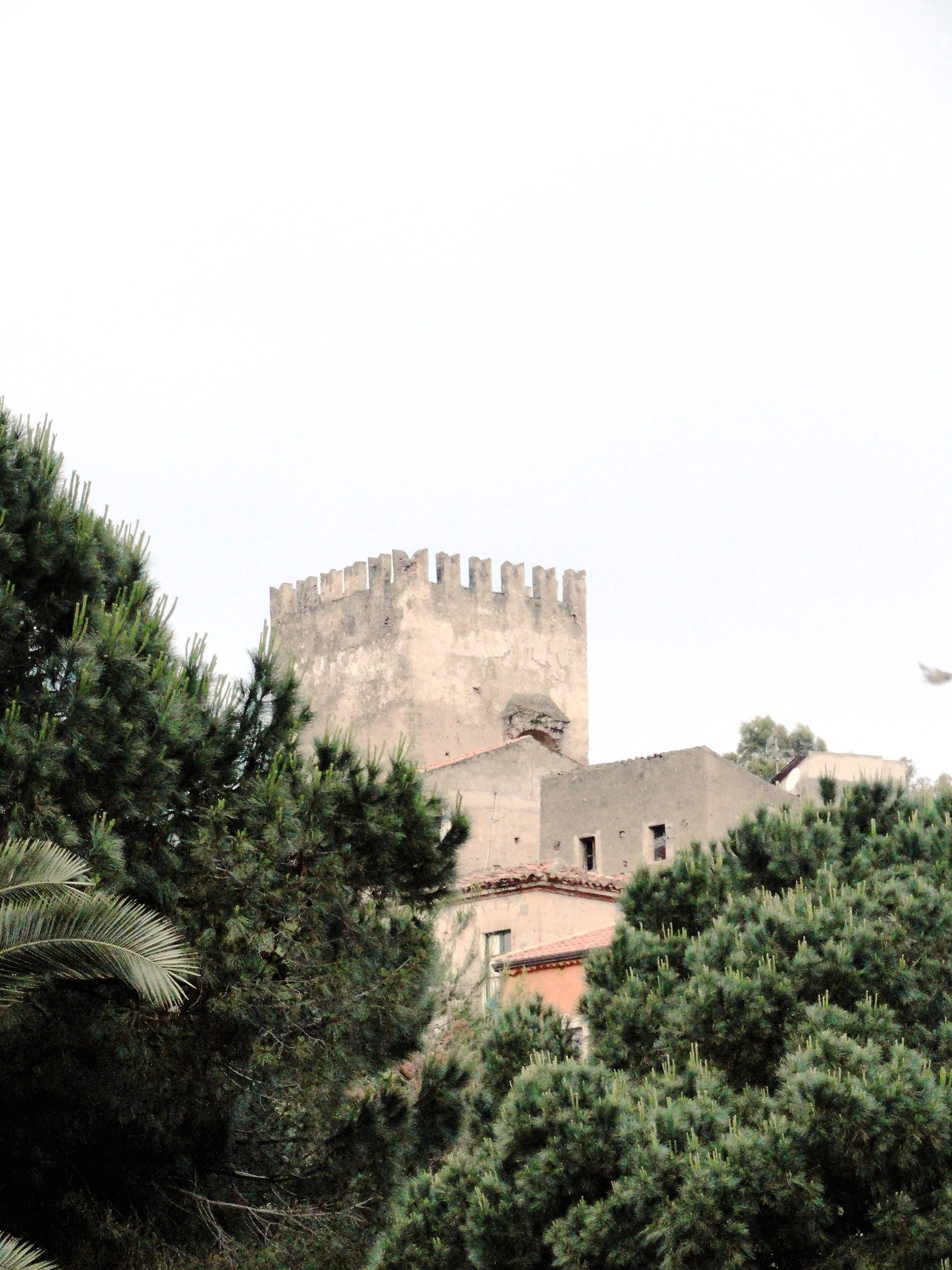
Castello di Brolo
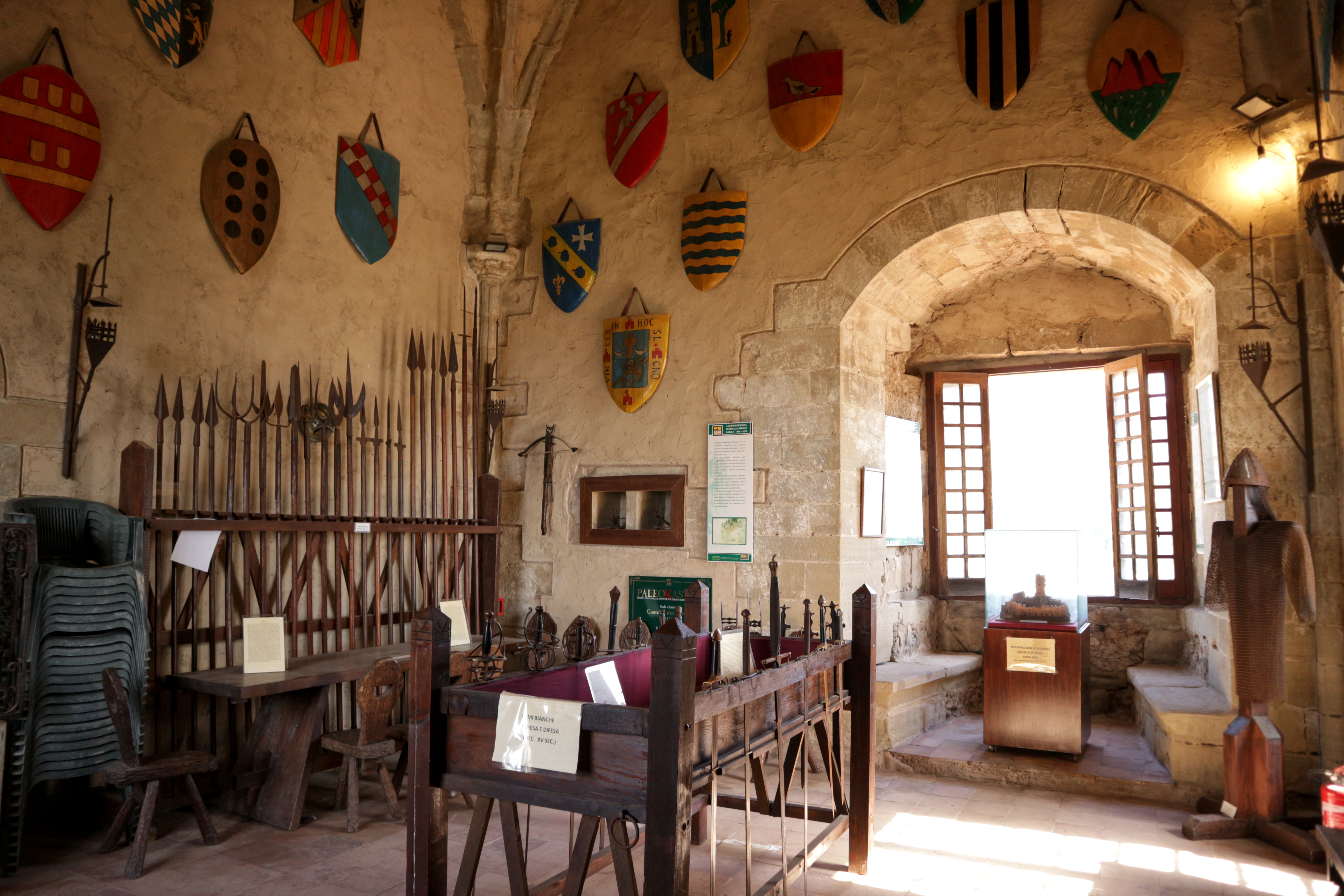
Im Wohnturm des Castello
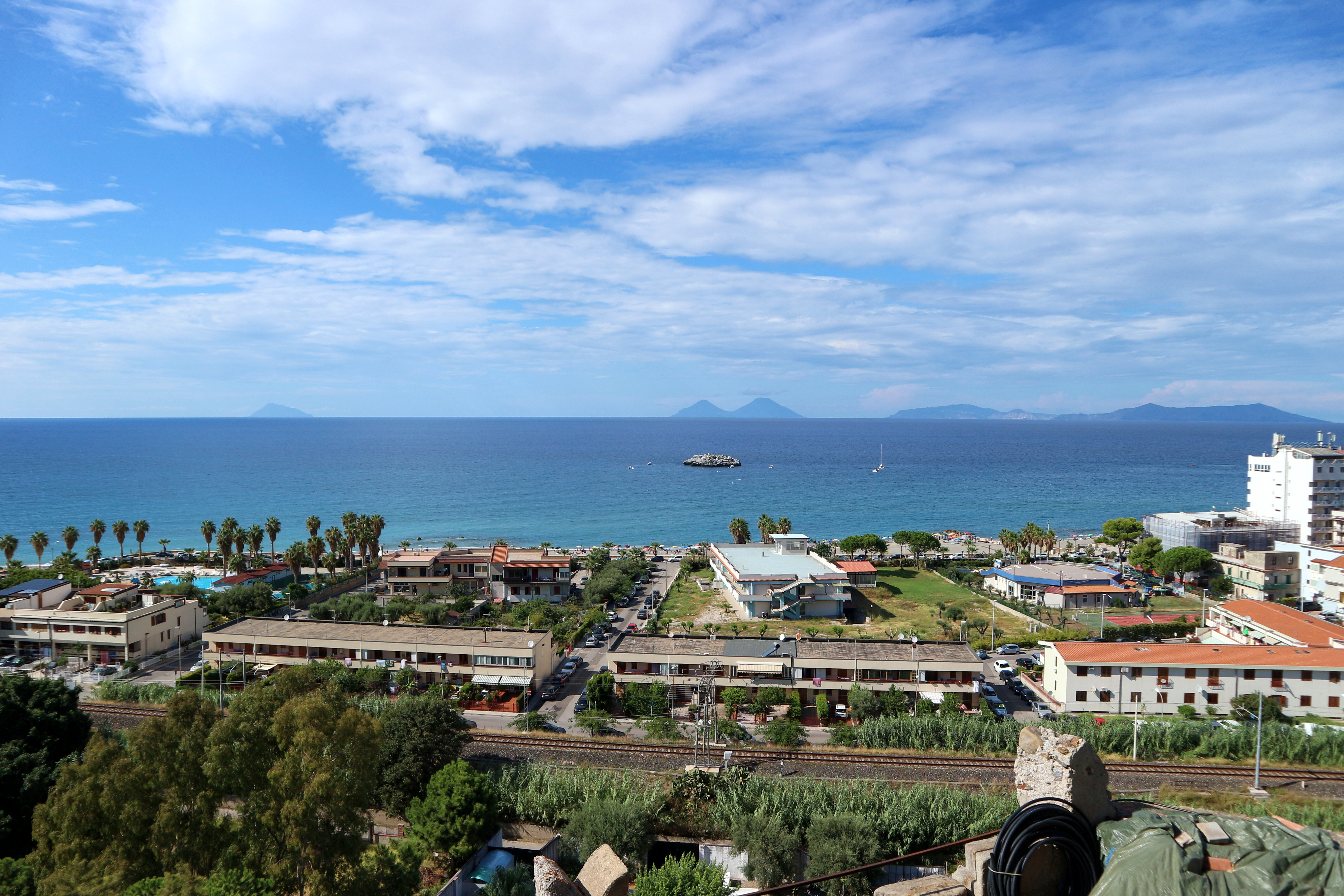
Blick vom Castello

## Veranstaltungen
Am ersten Sonntag im September feiert man das Fest des Feuers (Luminaria di Luccu). Das Fest ist einer Madonnenstatue gewidmet, die während eines Brandes nicht zerstört wurde.